# Libecina
Libecina (deutsch Libezina, 1939–45: Libetzin) ist eine Gemeinde in Tschechien. Sie liegt neun Kilometer südwestlich von Vysoké Mýto und gehört zum Okres Ústí nad Orlicí.

## Geographie

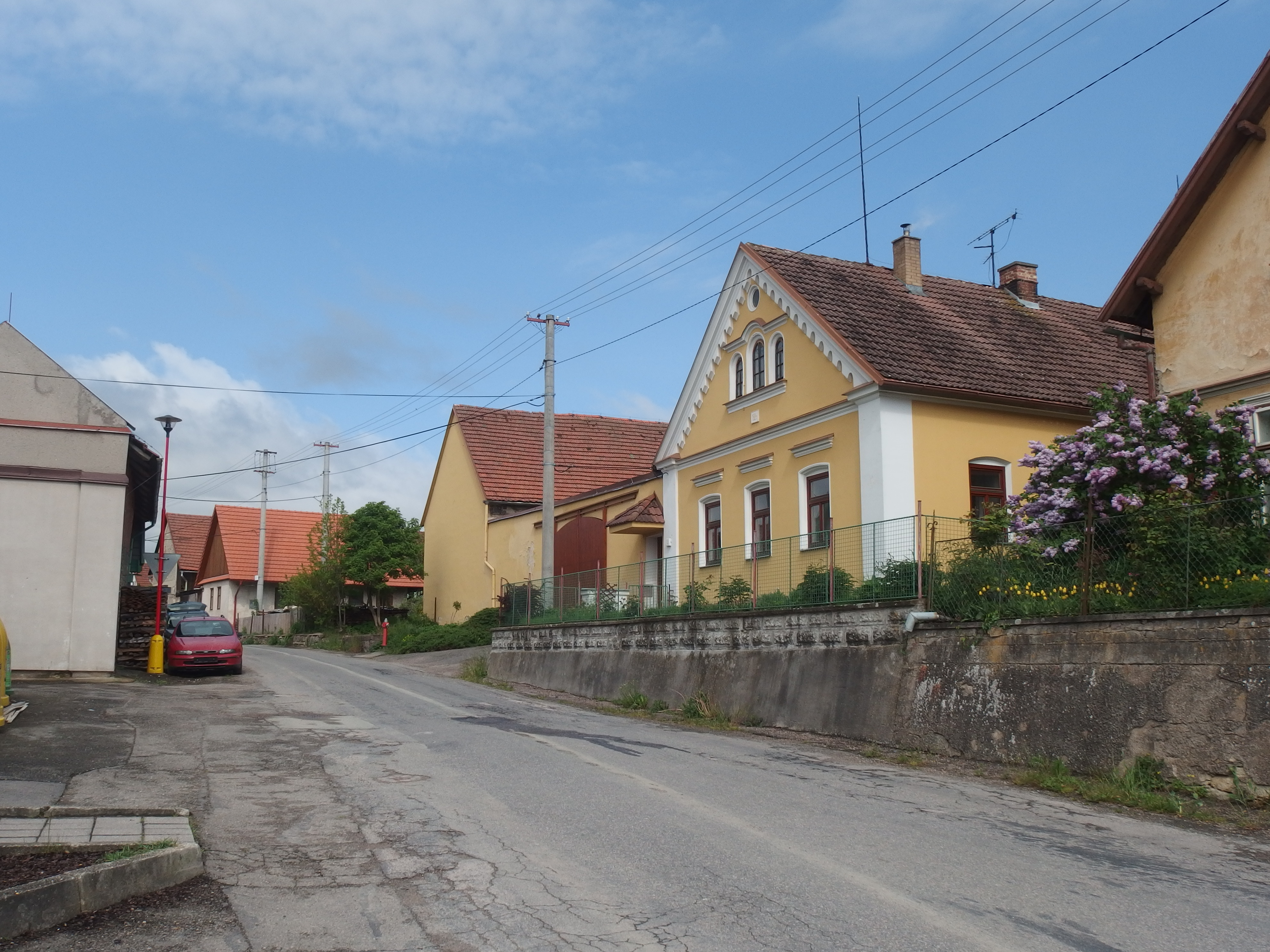
Straße in Libecina

Libecina befindet sich an einer Südlehne in der Novohradská stupňovina (Neuschlosser Stufenland) über dem Quellgrund des Baches Doubravický potok. Südlich erhebt sich der Na Chlumku bzw. Homolský kopec (495 m n.m.). Durch Libecina verläuft die Staatsstraße II/357 zwischen Vysoké Mýto und Nové Hrady.
Nachbarorte sind Pustina, Zádolí und Stříhanov im Norden, Hrušová und Javorník im Nordosten, Javorníček im Osten, Pustinky und Podhořany u Nových Hradů im Südosten, Habřiny, Dvořiště und Leština im Süden, Doubravice im Südwesten, Bílý Kůň im Westen sowie Střemošice und Řepníky im Nordwesten.

## Geschichte
Die erste urkundliche Erwähnung von Libecina erfolgte 1461 unter den Besitzungen der vom Hauptmann des Chrudimer Kreises, Zdeniek Kostka von Postupice, bei Boží Dům neu errichteten Burg Nový hrad. Nach dem Erlöschen des Geschlechts der Kostka von Postupitz belehnte König Ferdinand I. 1559 Jan Žatecky von Weikersdorf mit der heimgefallenen Burg Nový hrad. Nachfolgende Besitzer waren ab 1580 die Popel von Lobkowitz.
Bei der Erbteilung zwischen den Brüdern Nikolaus und Johann Viktorin von Lobkowitz wurde Zádolí 1594 zusammen mit den weiteren zur Rychta Řepníky gehörigen nördlichen Dörfern von der Herrschaft Nový hrad abgetrennt und der Jan Viktorin von Lobkowitz zugefallenen Herrschaft Hrochow-Teinitz zugeschlagen. 1595 starb Jan Viktorin von Lobkowitz, neuer Besitzer der überschuldeten Herrschaft wurde der Gläubiger Johann Kolowrat-Bezdružický. Nach der Schlacht am Weißen Berg wurde die Ludwig Kolowrat-Bezdružický gehörige Herrschaft konfisziert. Nachfolgende Besitzer waren von 1622 bis 1706 die Freiherren Zeller von Rosenthal. Johann Wenzel Zeller von Rosenthal vermachte die Herrschaft 1706 testamentarisch dem Prämonstratenserkloster Hradisko. Nach der Aufhebung des Klosters fiel die Herrschaft 1786 dem mährischen Religionsfonds zu und unterstand der k.k. böhmischen Staatsgüteradministration. 1824 erfolgte der Verkauf an Georg Prokop von Lilienwald.
Im Jahre 1835 bestand das im Chrudimer Kreis gelegene Dorf Libecina bzw. Libečina, auch Libegcina genannt, aus 57 Häusern, in denen 359 Personen, darunter eine protestantische Familie, lebten. Im Ort gab es ein Wirtshaus. Pfarrort war Neuschloß. 1844 verkauften die Lilienwaldschen Erben die Herrschaft an den Textilfabrikanten Peter Josef Schlechta. Bis zur Mitte des 19. Jahrhunderts blieb Libecina der Allodialherrschaft Hrochow-Teinitz untertänig.
Nach der Aufhebung der Patrimonialherrschaften bildete Libecina ab 1849 mit dem Ortsteil Javorničky / Jawornitschek eine Gemeinde im Gerichtsbezirk Hohenmauth. Ab 1868 gehörte die Gemeinde zum politischen Bezirk Hohenmauth. Zwischen 1895 und 1904 erfolgte der Bau der Chaussee zwischen Neuschloß und Hohenmauth. Anschließend wurde bis 1913 die Straße von Javorník nach Řepníky angelegt. 1925 wurde der Löschwasserteich hergestellt, 1930 entstand am westlichen Ortsrand von Libecina ein Friedhof. Beim Zensus von 1931 lebten 347 Personen im Ortsteil Libecina und 125 im Ortsteil Javorníček. 1937 wurde der Ortsteil Libecina elektrifiziert, Javorníček wurde erst 1947 an die Stromversorgung angeschlossen. Im Zuge der Gemeindegebietsreform von 1960 wurde der Okres Vysoké Mýto aufgehoben; seitdem gehört die Gemeinde zum Okres Ústí nad Orlicí. In den 1960er Jahren wurden die Dorfstraßen asphaltiert und in Libecina eine Wasserversorgung angelegt. Zehn Jahre später erhielt auch der Ortsteil Javorníček eine Wasserleitung. Bis 1995 wurden noch eine neue Verkaufsstelle, ein Spritzenhaus und ein Gemeindeamt errichtet.

## Gemeindegliederung
Die Gemeinde Libecina besteht aus den Ortsteilen Javorníček (Jawornitschek) und Libecina (Libezina), die zugleich auch Katastralbezirke bilden. Zu Libecina gehören zudem die Wohnplätze Habřiny und Pustinky (Pustinka). Grundsiedlungseinheiten sind Javorníček, Libecina und Pustinky.

## Sehenswürdigkeiten
- Kapelle in Libecina

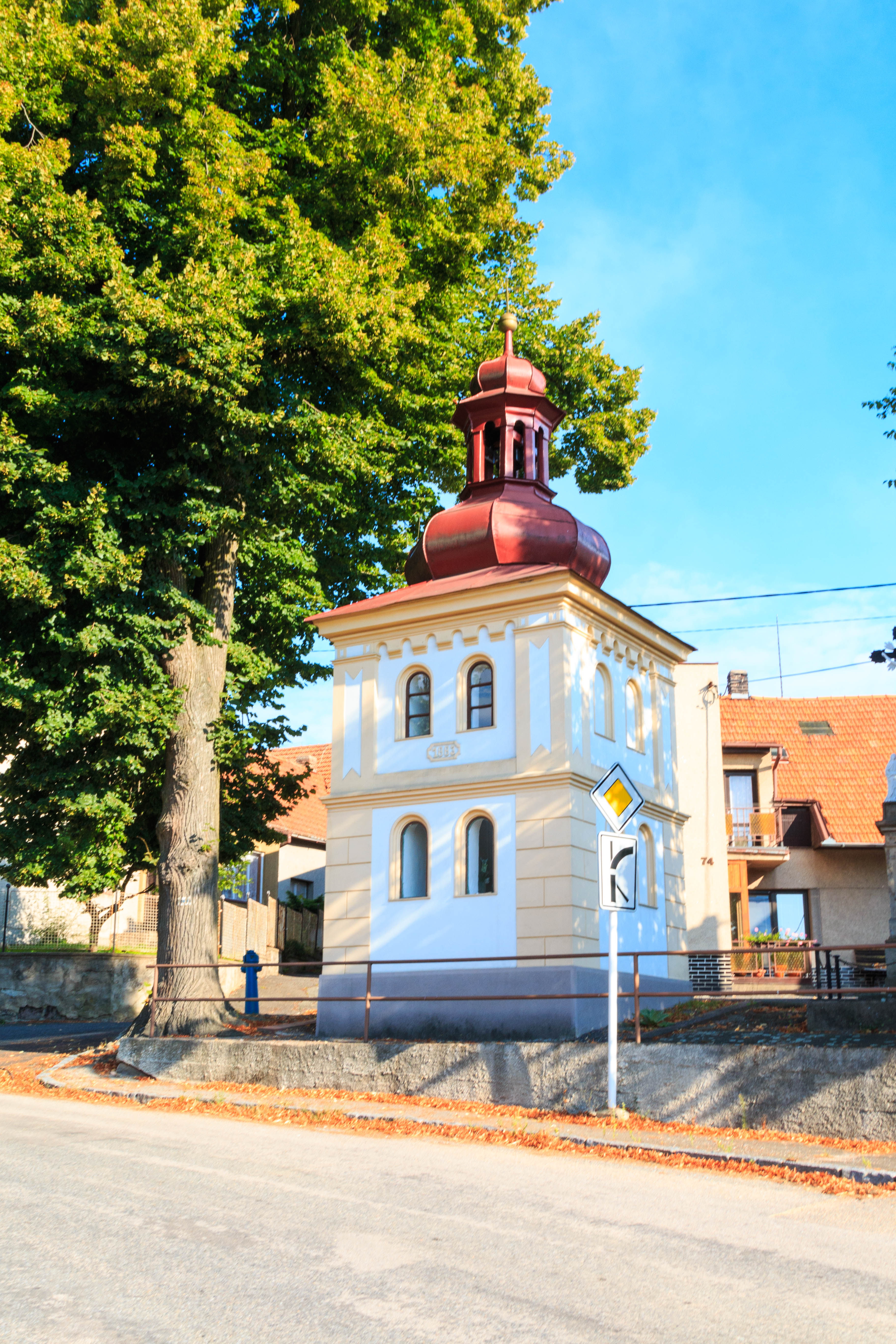
Kapelle in Libecina

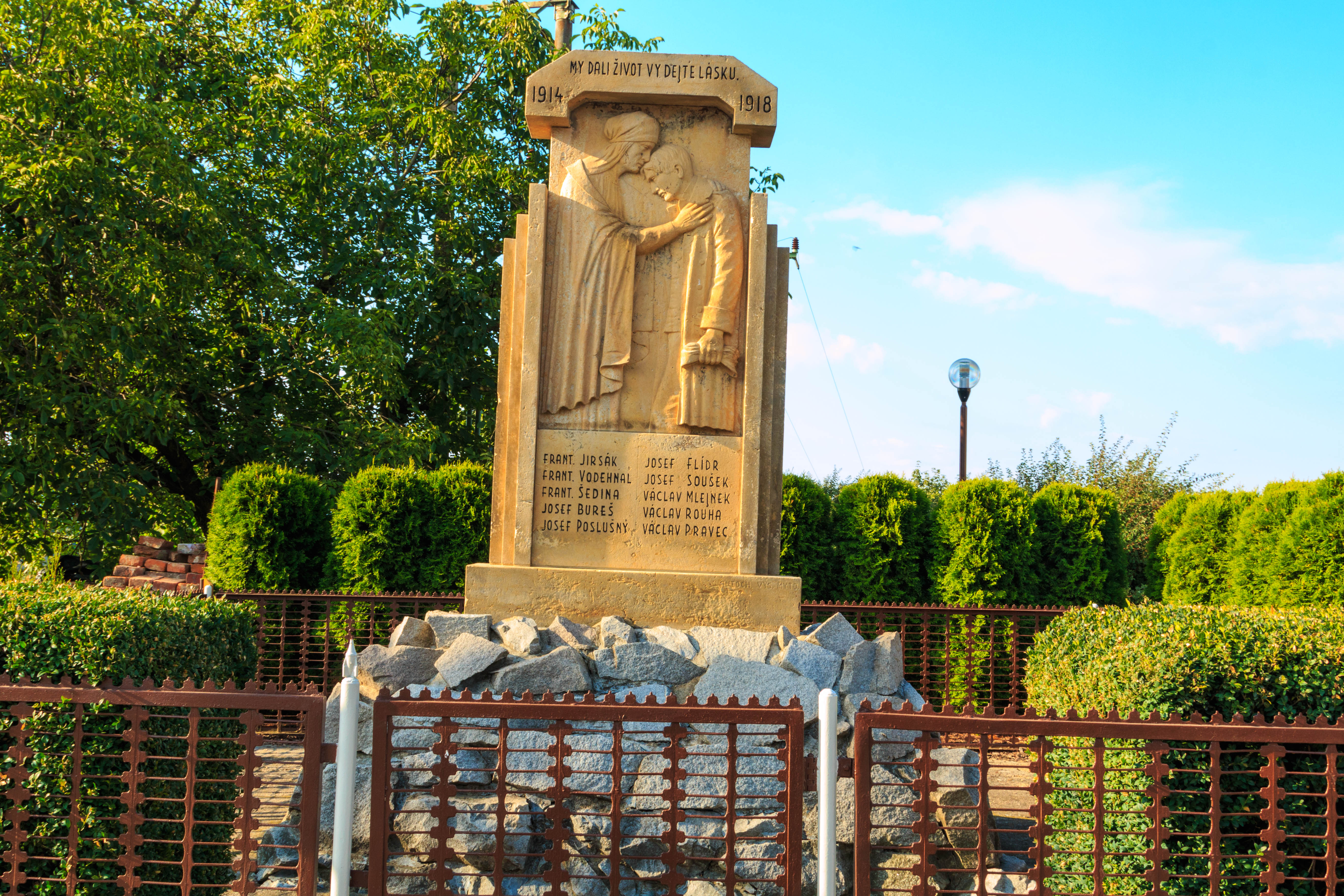
Gefallenendenkmal in Libecina

- Gedenksteine für die Gefallenen des Ersten Weltkrieges in Libecina und Javorníček
- Gusseisernes Kreuz auf hohem Steinsockel in Libecina